# 너도 인간이니?
《너도 인간이니?》는 KBS 2TV에서 2018년 6월 4일부터 2018년 8월 7일까지 방송된 한국방송공사 월화 미니시리즈이다.

## 줄거리
인공지능 로봇이 재벌가의 살벌한 권력 전쟁에 뛰어들며 벌어지는 이야기를 그렸다. 한 여자가 오래 전 헤어진 아들이 그리워 만든 인공지능 로봇 남신Ⅲ가 코마에 빠진 아들을 대신해 몰래 생활하게 되며 벌어지는 대국민 인간사칭 사기 프로젝트 드라마.

## 등장 인물

### 주요 인물
- 서강준 : 남신III / 남신 역 - 인공지능로봇 남신 시리즈’의 ‘최신형’ / PK그룹의 재벌3세. 아역 오한결
- 공승연 : 강소봉 역 - 격투기 선수 출신 4년차 경호원
- 이준혁 : 지영훈 역 - 남신의 유일한 친구이자 PK그룹의 총괄팀장. 남신의 개인비서
- 박환희 : 서예나 역 - PK그룹 총괄이사 서종길의 외동딸이자, PK그룹 및 남신의 홍보팀장
- 김성령 : 오로라 역 - 남신의 친엄마이자, 인공지능로봇 남신-III의 연구자
- 유오성 : 서종길 역 - PK총괄이사
- 박영규 : 남건호 역 - PK회장. 남정우의 아버지이자 남신의 할아버지

### HR재단
- 최덕문 : 데이빗 역 - 휴머노이드 기계공학자. 오로라의 조력자

### PK그룹
- 김혜은 : 남호연 역 - PK그룹이사진. 남건호의 딸이자 남신의 고모
- 서은율 : 노희동 역 - 남건호의 손자이자 남호연의 아들, 즉 남신의 사촌동생

### PK그룹 자율주행차팀
- 채동현 : 고창조 역 - PK자율주행차팀원. 서종길 하수인
- 차인하 : 황지용 역 - PK자율주행차팀원

### 챔피온 체육관
- 김원해 : 강재식 역 - 체육관장
- 김현숙 : 조기자 역 - 열혈 기자이자 소봉의 친구
- 오희준 : 조인태 역 - 재식의 체육관 격투기 선수. 별명 쪼인트
- 차엽 : 로보캅 역 - 재식의 체육관 격투기 선수. 본명 성유리

### 주변 인물
- 조재룡 : 박비서 역 - 종길의 직속 수행비서이자 충실한 심복
- 최병모 : 최상국 역 - 과거 남정우의 경호원으로 종길의 수하
- 오의식 : 차현준 역 - 영훈과 함께 보육원에서 자란 절친으로 PK병원 의사

### 인공지능로봇 남신 시리즈
- 오한결 : 인공지능 로봇 남신Ⅰ / 남신 어린 시절 역
- 이주찬 : 인공지능 로봇 남신Ⅱ 역 - 중학교 시절 남신의 모습

### 그 외 인물
- 박보미 : PK그룹 경호원 역
- 최장원
- 유재훈
- 송인섭
- 박상용
- 조아진
- 임동민
- 유연우
- 김보미
- 임지민
- 김주아
- 이후
- 이화진
- 김성수
- 이진승
- 최효상
- 박용
- 손진환
- 배기범
- 성찬호
- 오진하
- 김민성
- 신난애
- 서광재
- 옥주리 : 타로카드 점쟁이 역

### 특별 출연
- 최대훈 : PK그룹 경호팀장 역
- 허영지 : 연예인 역
- 김승수 : 남정우 역
- 파이보(로봇) : 로봇 마이보 역

## 참고 사항
- 본 드라마의 기획 단계에서, 체코 등 해외 로케이션 촬영 등 사전 제작으로 기획하여, 해외 판권 독점 계약을 위한 사전 심의 기간을 염두에 두고, 전작인 '우리가 만난 기적'의 차기작으로, 2018년 6월 4일부터 방영을 개시했다.[1]
- 방영 초반 남자가 여자를 때리는 폭력적인 장면이 논란이 되기도 했는데 2018년 12월 열린 제 31회 한국방송작가상 드라마 수상작인 tvN 《나의 아저씨》에 이어 또다시 남자 캐릭터가 여자 캐릭터를 심하게 때리는 장면이 등장해 보기 불편하다는 의견이 나오기도 했다[2].

## 시청률
최저 시청률과 최고 시청률은 시청률 조사회사와 지역별로 시청률에 차이가 있을 수 있습니다.
| 2018년 | 2018년   | 2018년         | 2018년       | 2018년         | 2018년       |
| 회차   | 방송일   | TNmS 시청률    | TNmS 시청률  | AGB 시청률     | AGB 시청률   |
| 회차   | 방송일   | 대한민국(전국) | 서울(수도권) | 대한민국(전국) | 서울(수도권) |
| ------ | -------- | -------------- | ------------ | -------------- | ------------ |
| 제1회  | 6월 4일  | 6.1%           | 5.9%         | 5.2%           | 5.0%         |
| 제2회  | 6월 4일  | 6.9%           | 6.8%         | 5.9%           | 5.7%         |
| 제3회  | 6월 5일  | 5.4%           | 5.1%         | 5.0%           | 4.5%         |
| 제4회  | 6월 5일  | 5.9%           | 5.7%         | 5.3%           | 5.0%         |
| 제5회  | 6월 11일 | 6.2%           | 6.0%         | 5.4%           | 5.3%         |
| 제6회  | 6월 11일 | 7.0%           | 6.8%         | 6.3%           | 6.2%         |
| 제7회  | 6월 12일 | 8.0%           | 7.9%         | 7.7%           | 7.4%         |
| 제8회  | 6월 12일 | 9.6%           | 9.5%         | 9.9%           | 9.8%         |
| 제9회  | 6월 18일 | 5.2%           | 4.8%         | 5.5%           | 5.3%         |
| 제10회 | 6월 18일 | 5.2%           | 4.6%         | 5.0%           | 4.4%         |
| 제11회 | 6월 25일 | 4.7%           | 4.0%         | 4.6%           | 4.1%         |
| 제12회 | 6월 25일 | 5.5%           | 5.4%         | 5.3%           | 4.9%         |
| 제13회 | 7월 3일  | 5.3%           | 5.2%         | 4.8%           | 4.7%         |
| 제14회 | 7월 3일  | 6.4%           | 6.3%         | 5.9%           | 5.6%         |
| 제15회 | 7월 3일  | 5.1%           | 4.6%         | 4.8%           | 4.5%         |
| 제16회 | 7월 3일  | 4.8%           | 4.3%         | 4.2%           | 3.7%         |
| 제17회 | 7월 9일  | 4.2%           | 3.5%         | 4.3%           | 3.6%         |
| 제18회 | 7월 9일  | 5.1%           | 4.7%         | 5.2%           | 4.8%         |
| 제19회 | 7월 10일 | 4.8%           | 4.4%         | 4.6%           | 4.2%         |
| 제20회 | 7월 10일 | 5.7%           | 5.3%         | 5.5%           | 5.4%         |
| 제21회 | 7월 16일 | 5.1%           | 4.2%         | 4.4%           | 4.0%         |
| 제22회 | 7월 16일 | 6.1%           | 5.8%         | 5.1%           | 4.9%         |
| 제23회 | 7월 17일 | 5.1%           | 4.3%         | 4.4%           | 4.1%         |
| 제24회 | 7월 17일 | 5.7%           | 5.1%         | 5.4%           | 5.2%         |
| 제25회 | 7월 23일 | 5.3%           | 4.9%         | 4.6%           | 4.3%         |
| 제26회 | 7월 23일 | 6.2%           | 6.1%         | 5.6%           | 5.5%         |
| 제27회 | 7월 24일 | 6.4%           | 6.2%         | 5.0%           | 4.6%         |
| 제28회 | 7월 24일 | 7.7%           | 7.6%         | 6.0%           | 5.9%         |
| 제29회 | 7월 30일 | 5.1%           | 4.5%         | 4.7%           | 4.3%         |
| 제30회 | 7월 30일 | 5.7%           | 5.4%         | 5.9%           | 5.5%         |
| 제31회 | 7월 31일 | 5.2%           | 4.7%         | 5.2%           | 4.9%         |
| 제32회 | 7월 31일 | 6.0%           | 5.6%         | 6.0%           | 5.8%         |
| 제33회 | 8월 6일  | 6.8%           | 6.5%         | 5.0%           | 4.7%         |
| 제34회 | 8월 6일  | 6.2%           | 5.9%         | 5.3%           | 5.1%         |
| 제35회 | 8월 7일  | 6.3%           | 6.4%         | 6.5%           | 6.7%         |
| 제36회 | 8월 7일  | 7.6%           | 7.7%         | 7.8%           | 7.9%         |

## 결방 사유 및 연속 방송 및 편성 변경
- 2018년 6월 12일 : 2018년 북미정상회담 방송 관계로, 단독으로 방영됨.
- 2018년 6월 18일 : 2018년 FIFA 월드컵 F조 〈대한민국 VS 스웨덴〉 중계방송 관계로 밤 11시 10분으로 편성 변경. (9회, 10회)
- 2018년 6월 19일 : 2018년 FIFA 월드컵 H조 〈콜롬비아 VS 일본〉 중계방송 관계로 결방.
- 2018년 6월 26일 : 2018년 FIFA 월드컵 C조 〈호주 VS 페루〉 중계방송 관계로 결방.
- 2018년 7월 2일 : 2018년 FIFA 월드컵 16강 〈브라질 VS 멕시코〉 중계방송 관계로 결방.
- 2018년 7월 3일 : 밤 10시부터 4회 연속방송 (13회, 14회, 15회, 16회)

## 수상 경력
- 2018년 KBS2 《KBS 연기대상》 ... 중편드라마 부문 남자 우수상 (서강준)
- 2018년 KBS2 《KBS 연기대상》 ... 베스트 커플상 (서강준&공승연)
- 2018년 KBS2 《KBS 연기대상》 ... 여자 조연상 (김현숙)
- 2018년 KBS2 《KBS 연기대상》 ... 남자 조연상 (김원해)

## 동시간대 드라마
- MBC 월화 미니시리즈

《검법남녀》 (2018년 5월 14일 ~ 2018년 7월 17일)
《사생결단 로맨스》 (2018년 7월 23일 ~ 2018년 9월 17일)
- SBS 월화 미니시리즈

《기름진 멜로》 (2018년 5월 7일 ~ 2018년 7월 17일)

## 같이 보기
- 대한민국의 텔레비전 드라마 목록 (ㄴ)
- 2018년 대한민국의 텔레비전 드라마 목록
- JIBS 8 뉴스